# Фторид плутония(IV)
Фторид плутония(IV) — неорганическое соединение, соль плутония и плавиковой кислоты с формулой PuF4.

## Получение
- Пропускание фтористого водорода с примесью кислорода через нагретый свежеполученный оксид плутония(IV):

{\displaystyle {\mathsf {PuO_{2}+4HF\ {\xrightarrow {300-600^{o}C,O_{2}}}\ PuF_{4}+2H_{2}O}}}

## Физические свойства
Фторид плутония(IV) образует розовые или коричневато-розовые кристаллы моноклинной сингонии, пространственная группа С 2/c, параметры ячейки a = 1,259 нм, b = 1,055 нм, c = 0,826 нм, β = 126,0°, Z = 12.
Весьма слабо растворяется в воде. Растворимость увеличивается в присутствии комплексообразователей Al3+, Fe3+.
Образует кристаллогидрат состава PuF4•2,5 H2O. Безводную соль можно получить пропуская через кристаллогидрат сухой фторид водорода.

## Химические свойства
- При нагревании в вакууме диспропорционирует:

{\displaystyle {\mathsf {3PuF_{4}\ {\xrightarrow {700^{o}C}}\ 2PuF_{3}+PuF_{6}}}}
- При высокой температуре (>1000 °C) обратимо реагирует с оксидом плутония(IV):

{\displaystyle {\mathsf {PuF_{4}+PuO_{2}\ \rightleftarrows \ PuF_{3}+O_{2}}}}
- Равновесно реагирует с фтором с образованием фторида плутония(VI):

{\displaystyle {\mathsf {PuF_{4}+F_{2}\ \rightleftarrows \ PuF_{6}}}}
- Кристаллогидрат при нагревании вступает в реакцию с кристаллизационной водой[2]:

{\displaystyle {\mathsf {4PuF_{4}+2H_{2}O\ {\xrightarrow {T}}\ 4PuF_{3}+4HF+O_{2}}}}

## Применение
- Применяется в производстве плутония.